# Кокчетавский район
Кокшета́уский райо́н — административная единица на севере Казахстана в составе Петропавловского округа, Карагандинской, Северо-Казахстанской и Кокшетауской областей, существовавшая в 1928—1997 годах.

## История
Кокчетавский район с административным центром в городе Кокчетав был образован в составе Кзыл-Джарского (Петропавловского) округа Казахской АССР согласно Постановлению ВЦИК СССР от 3 сентября 1928 года. 17 декабря 1930 года округа в Казахской АССР были упразднены, и все районы, в их числе и Кокчетавский, перешли в прямое республиканское подчинение и стал подчиняться республиканскому центру — Алма-Ате.
10 марта 1932 года Кокчетавский район вошёл в состав вновь образованной Карагандинской области.
29 июля 1936 года согласно Постановлению Президиума ВЦИК СССР район с центром в г. Кокчетав передан в состав вновь образованной Северо-Казахстанской области Казахской АССР (с 5 декабря 1936 года — Казахской ССР).
С 15 марта 1944 года (по Указу Президиума Верховного Совета Казахской ССР от этого же числа) находился в составе вновь образованной Кокчетавской (с 1993 года — Кокшетауской) области Казахской ССР (с 1991 года — Республики Казахстан).
Красный Яр являлся административным центром с 1945 года тогдашнего Кокчетавского района Кокчетавской области, центром считалась усадьба зерносовхоза «Красноярский». Об этом подтверждают и архивные документы за 1945 год «о переносе центра района из города Кокчетава в село Красный Яр 27 июля 1945 года». (Ф.13. оп.3. д.272.л.13-15, 211). А также материалы Кокчетавского райисполкома за 1947 год, о том, «что с августа 1945 года село Красный Яр является центром Кокчетавского района». (ГААО. Ф.730.оп.1. д.26.л101об).
1 июля 1997 года с. Красный Яр утратил статус районного центра, и стало пригородным микрорайоном города Кокшетау.
Решением 13-й сессии Кокшетауского областного маслихата 1-го созыва от 17 апреля 1997 года Кокшетауский район упразднен, территория с. Красный Яр вошла в состав  городской администрации Кокшетау.
2 мая 1997 года Указом Президента Республики Казахстан Кокчетавский район упразднён, его территория вошла в состав Зерендинского (бывшего Красноармейского) района Кокшетауской области, а 3 мая 1997 года вся территория Кокшетауской области, в том числе и Зерендинский район, присоединена к Северо-Казахстанской области.
С 10 апреля 1999 года Зерендинский район, в том числе и территория бывшего Кокчетавского района, передан в состав Акмолинской области.

## Население
| 1931   | 1939   |
| ------ | ------ |
| 77 900 | 40 892 |

### По национальности
Согласно всесоюзной переписи населения 1939 года:
| 40 892 | 17 040 | 41,67% | 16 640 | 40,69% | 3372 | 8,25% | 1749 | 4,28% | 600 | 1,46% | 505 | 1,23% | 138 | 0,33% | 99 | 0,24% | 1349 | 3,30% |